# Tapajosa ocellata
Tapajosa ocellata är en insektsart som först beskrevs av Henry Fairfield Osborn 1926.  Tapajosa ocellata ingår i släktet Tapajosa och familjen dvärgstritar. Inga underarter finns listade i Catalogue of Life.